# Claude-Michel Schönberg
Claude-Michel Schönberg (ur. 6 lipca 1944 w Vannes we Francji) – francuski kompozytor węgierskiego pochodzenia, znany głównie jako twórca muzyki do musicali.
Schönberg rozpoczynał karierę jako piosenkarz i pianista w grupie Les Vénètes. W 1974 jego autorska piosenka Le premier pas została przebojem we Francji (ponad milion sprzedanych egzemplarzy singla). Już w latach 70. XX wieku zaczął komponować musicale, jednak prawdziwą sławę przyniosły mu dopiero musicale stworzone z librecistą Alainem Boublilem w kolejnej dekadzie: Les Misérables z roku 1980 na podstawie powieści Nędznicy Victora Hugo (libretto: Alain Boublil i Jean-Marc Natel) oraz Miss Saigon z 1989 (libretto: Richard Maltby Junior i Alain Boublil).

## Twórczość musicalowa
- La Revolution Française (1973)
- Les Misérables (1980, 1985) – Tony Award Najlepszy Musical 1987
- Miss Saigon (1989)
- Martin Guerre (1996)
- The Pirate Queen (2006)
- Marguerite (2008)